# Niederwerrn
Niederwerrn là một đô thị trong huyện Schweinfurt bang Bayern, Đức.